# Donald Ogden Stewart
Donald Ogden Stewart (ur. 30 listopada 1894 w Columbus, zm. 2 sierpnia 1980 w Londynie) – amerykański scenarzysta filmowy i teatralny. Znany głównie z melodramatów i inteligentnych komedii (tzw. "screwball comedies") z lat 30. i 40. XX w. 

## Kariera
Największe sukcesy święcił jako autor scenariuszy do licznych filmów w reżyserii George’a Cukora, m.in. Kolacja o ósmej (1933), Wakacje (1938), Kobiety (1939) czy Filadelfijska opowieść (1940), która przyniosła mu Oscara za najlepszy scenariusz adaptowany.
Współtworzył także scenariusze do filmów innych reżyserów: Dla ciebie tańczę (1935) Victora Fleminga, Maria Antonina (1938) W.S. Van Dyke'a, Ukochany (1939) Leo McCareya, Kitty Foyle (1940) Sama Wooda, Historia jednego fraka (1942) Juliena Duviviera, Życie z ojcem (1947) Michaela Curtiza czy Urlop w Wenecji (1955) Davida Leana.
W czasie II wojny światowej działał w Hollywoodzkiej Lidze Antynazistowskiej. Był również członkiem Komunistycznej Partii Stanów Zjednoczonych. W 1950 jego nazwisko trafiło na hollywoodzką czarna listę. Rok później, wraz z żoną Ellą Winter (pisarką i aktywistką), udał się na emigrację do Anglii.